# Reformationsdialoge

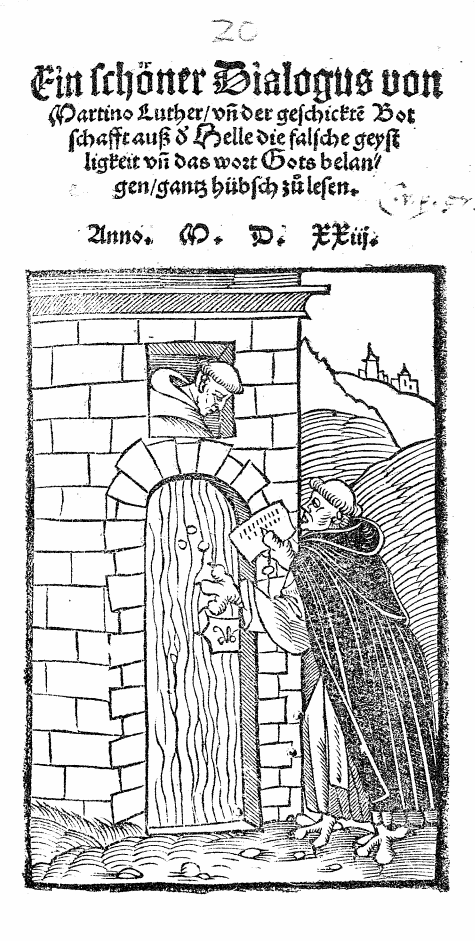
Titelblatt zu Ein schöner Dialogus von Martin Luther und der geschickten Botschaft aus der Hölle von Erasmus Alberus, 1523

In der deutschsprachigen Literaturgeschichte lassen sich unter dem Begriff Reformationsdialog all jene schriftlichen Texte zusammenfassen, die dem literarischen Genre Dialog entsprechen und in der Zeit der Reformation (1517–1560) entstanden sind. Sie zählen zur sog. Reformationsliteratur, die inhaltlich vor allem an die religiös-konfessionelle Problematik ihrer Zeit gebunden ist.

## Kurzcharakteristik
Dass in den Reformationsdialogen die aktuellen Themen, Diskurse und Ereignisse der damaligen Zeit behandelt werden, verdeutlichen allein schon die vielfältigen Figuren, welche in den fiktiven Gesprächen zu Wort kommen: Neben prototypischen Figuren wie Mönch, Pfaffe oder Müntzerischer Schwärmer finden sich bekannte Namen wie Erasmus von Rotterdam, Franz von Sickingen, Martin Luther und Thomas Murner. Zu den eifrigen Disputanten gehören auch Vertreter der untersten sozialen Schichten (Bauer, Schneider, Weber, Schuhmacher u. a.), die als bibelfeste und siegreich argumentierende Befürworter der Reformation erscheinen. Letztere stehen erstmals in der deutschen Literaturgeschichte im Zentrum der Darstellung.
In der Regel diskutieren zwei bis fünf Personen in einem solchen Dialog, wobei das Streitgespräch zwischen einem Vertreter aus dem Volk und einem Geistlichen (Schneider – Pfarrer, Weber – Pfarrer, Bauer – Mönch etc.) besonders beliebt war. Die Gespräche finden nicht an Stätten der Gelehrsamkeit, sondern an öffentlichen, für die breite Bevölkerung zugänglichen Plätzen wie Straße, Markt oder Wirtshaus statt.
Die vorrangige Funktion der Reformationsdialoge bestand darin, „Prozesse des Überzeugens und Überzeugtwerdens“ darzustellen, die Adressaten durch das Lesen bzw. Hören der Dialoge im Sinne der Reformation aufzuklären und ins kritische Argumentieren einzuüben. Dabei weisen sie zwar einen szenisch-dramatischen Charakter auf, waren aber nicht zur dramatischen Aufführung gedacht.
Vor allem in den Kampfjahren 1520 bis 1525, die mit der Niederschlagung der Bauernaufstände endeten, hat sich der Dialog als notwendige literarische Gattung bewährt. Er war geistiger Austragungsort der aktuellen Konflikte und bot Gelegenheit, sich mit den unterschiedlichsten Anschauungen auseinanderzusetzen und den Gegner mit polemischen und satirischen Mitteln und der Kraft der Argumente zu widerlegen bzw. die eigene Position zu profilieren. Somit sind die Reformationsdialoge ein „außerordentlich plastisches literarisches Zeugnis“ des damaligen „Streitschriftenkriegs“ in dem sich neben den Reformatoren auch Humanisten und der niedere Adel gegen die Vorherrschaft der römischen Kirche auflehnten.
Die Gesamtzahl der Reformationsdialoge wird auf etwa 150 geschätzt. Zu deren Verfassern zählen u. a. Johannes Agricola, Erasmus Alberus, Utz Eckstein, Johann Eberlin von Günzburg, Caspar Güttel, Ulrich von Hutten, Andreas Karlstadt, Heinrich von Kettenbach, Urbanus Rhegius, Utz Rychser, Hans Sachs und Balthasar Stanberger. Die Autorenschaft der meisten Dialoge – so z. B. die des berühmten Karsthans (1521) – konnte aber bis heute nicht hinreichend geklärt werden.
Veröffentlicht und verbreitet wurden die Reformationsdialoge in Form von Flugschriften, die oft anonym erschienen; vermutlich wollten die Verfasser so der Gefahr von Verfolgung und Beschlagnahmung ihrer Werke entgehen.

## Ursprung der Gattung Dialog
Schon in der Antike trat der Dialog (griech. diálogos = Gespräch, Wechselrede) als literarische Gattung auf, wobei besonders Platon, Xenophon, Cicero und Boëthius diese Form genutzt haben.
Platon versuchte, mit Hilfe der in seinen „platonischen Dialogen“ dargestellten sokratischen Methode durch geschicktes Fragen zum Ziel der Wahrheitsfindung zu gelangen. Der von ihm praktizierte Wechsel von Frage, Antwort und Widerlegung bestimmte nachhaltig die Methodik philosophischer, theologischer und wissenschaftlicher Erkenntnis.
Auch der von Aristoteles begründete und von Cicero weiterentwickelte peripatetische Dialog als Auseinandersetzung zwischen verschiedenen Denkpositionen hatte eine weitreichende Wirkung und beeinflusste insbesondere die mittelalterliche Tradition der Lehr- und Streitgespräche ebenso wie die Reformationszeit und die Dialogliteratur des Humanismus.
Das auf Wissensvermittlung ausgerichtete Frage-Antwort-Spiel zwischen Lehrer und Schüler war aus dem mittelalterlichen Klosterschul- und Universitätsbetrieb hervorgegangen. Ebenso entstammte die Disputation in Form eines Streitgesprächs (z. B. im Theologenstreit zur Erörterung spitzfindiger scholastischer Lehrsätze) oder als Mittel zur rhetorischen Schulung dem mittelalterlichen Universitätsleben.
Doch erst als neue philosophische Strömungen wie Renaissance und Humanismus lebendig wurden, zog der Dialog in die deutsche Literatur ein, so z. B. im Ackermann aus Böhmen (um 1401) von Johannes von Tepl und in ein nicht auf religiöse Fragen ausgerichtetes Streitgespräch zwischen dem Bauern Markolf und dem König Salomo (in Handschriften und Drucken vom 14. bis 16. Jh. verbreitet).
Der Dialog existiert als eigenständige Gattung also schon seit der Antike und wurde auch im Mittelalter verwendet, allerdings war er bisher nur in der Reformationszeit wesentlicher Bestandteil einer literarischen Epoche.

## Die ersten Reformationsdialoge um 1520
Zu den ersten Reformationsdialogen gehören vor allem jene des Humanisten Ulrich von Hutten. Er hatte seine Dialogkunst am Vorbild des altgriechischen Dichters Lukian geschult und in den Jahren 1518–1520 vier lateinische Gespräche verfasst, in denen er sich entschieden auf die Seite der Reformation und gegen alles römische und verweltlichte Religionsgebaren stellt. Diese Dialoge übersetzte er ins Deutsche und veröffentlichte sie 1521 unter dem Titel Gesprächsbüchlein.
Auch Erasmus von Rotterdam nutzte das Genre Dialog in seinem Werk Colloquia familiaria (Vertraute Gespräche) aus dem Jahre 1518. Zwei der darin enthaltenen Gespräche, die gegen Klosterleben und Habgier der Kirche gerichtet sind, werden ebenso zu den ersten Reformationsdialogen gezählt. Sie wurden bereits Anfang der 1520er Jahre aus dem Lateinischen ins Deutsche übersetzt.

## Der Karsthans-Dialog

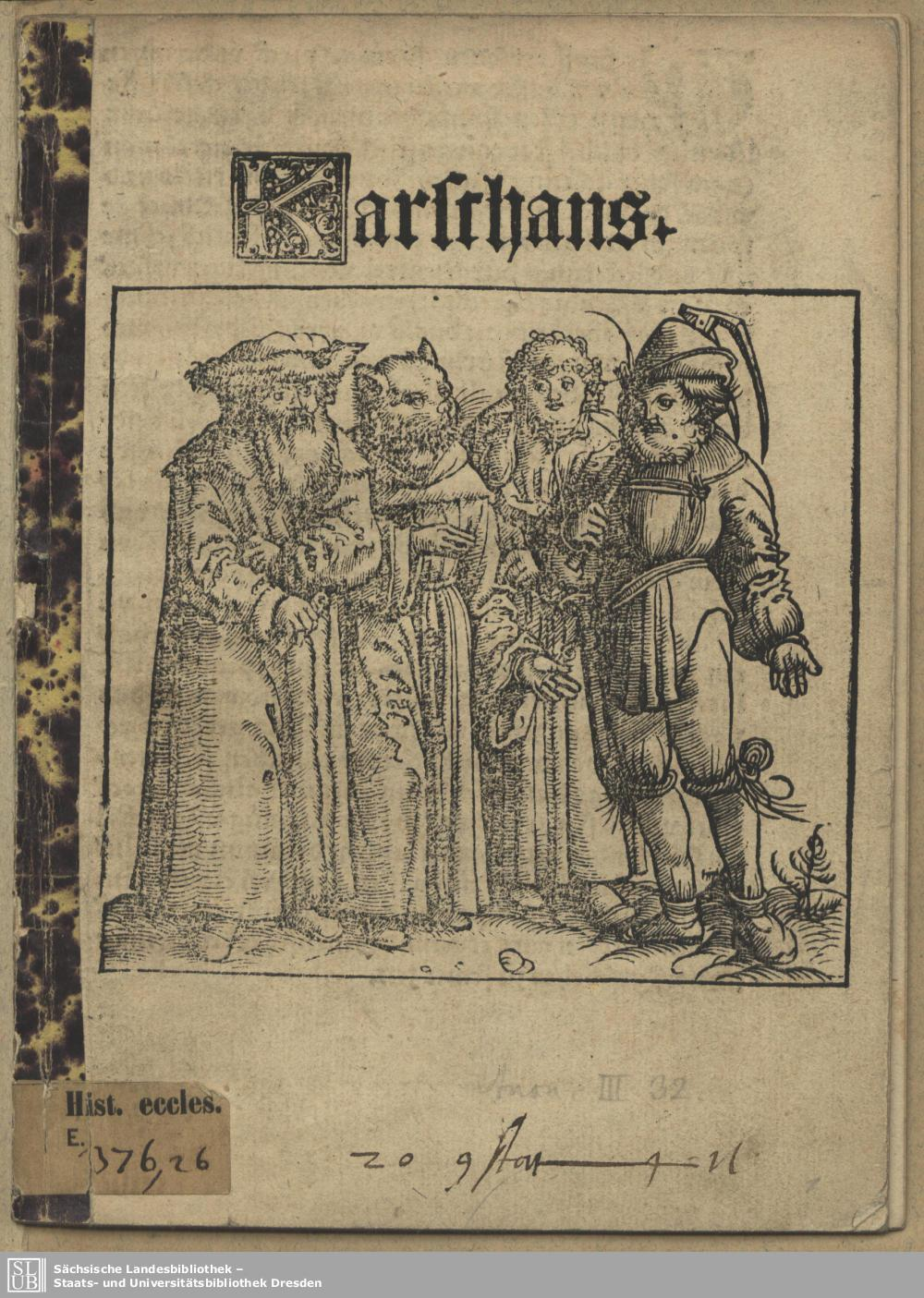
Luther, Murner, Studens, Karsthans (von links) Titelblatt zum Karsthans, Straßburg 1521

Der Ende 1520 entstandene und im Januar 1521 erstmals gedruckte Dialog Karsthans war seinerzeit eine der wirkungsvollsten und meistgelesenen Flugschriften überhaupt. Er ist der erste Reformationsdialog, der im Gegensatz zu seinen Vorgängern gleich in deutscher Sprache geschrieben wurde und stellt (nicht nur in sprachlicher Hinsicht) das Bindeglied zwischen lateinsprachig-gelehrtem Humanistendialog und volkstümlichem Gespräch dar. Höchstwahrscheinlich wurde der Karsthans im süddeutschen Raum geschrieben. Sein Verfasser ist bis heute unbekannt, obwohl in der Forschung bereits Matthias Zell, Johann Sapidus, Nikolaus Gerbel und Martin Bucer als mögliche Autoren ins Auge gefasst wurden und zuletzt der St. Gallener Arzt Joachim von Watt als sicherer Verfasser des Karsthans galt.
Neben dem gezielten Einsatz der sog. Volkssprache zur Erreichung eines größeren Publikums ist vor allem eine wesentliche Neuerung in diesem Dialog bemerkenswert: Zwar wurde schon in der spätmittelalterlichen deutschen Literatur (z. B. in Hans Rosenplüts Der Bauern Lob) dem Typus „Bauer“ eine positive Rolle zugesprochen, doch im Karsthans wird erstmals ein Vertreter des „gemein man“ (fnhd. Ausdruck für Angehörige der sog. Unterschicht) als ehrbare und durchaus ernstzunehmende Person ins Zentrum der Aufmerksamkeit gerückt.

### Zum Begriff
Der Begriff „Karsthans“ (Karst = Feldhacke) war bis zum Erscheinen dieses Dialogs durchwegs negativ besetzt und stand im alemannischen Sprachraum für einen groben, rückständigen „Bauernklotz“. So stellte z. B. Johann Geiler von Kaisersberg bezeichnenderweise 1498/99 in einer seiner Predigten, die er über Sebastian Brants Narrenschiff im Straßburger Münster gehalten hat, die abschätzige rhetorische Frage: „Was soll ich mit dem Karsthansen oder Bauernklotz zu schaffen haben?“ In diesem Sinne verwendete den Begriff auch der Straßburger Franziskaner Thomas Murner in seiner Schrift An den großmächtigsten Adel deutscher Nation (Dez. 1520). Als Reaktion darauf wurde im Reformationsdialog Karsthans der bisherige Schimpfname zum Ehrennamen erhoben.

### Figuren
Seine Bedeutung im Dialog wird schon durch die Positionierung auf dem Titelblatt deutlich: Luther und Murner (mit Katzenkopf) steht – aus der Vierergruppe herausgehoben – Karsthans gegenüber. Er ist der Typus des einfältigen Bauern als Vorkämpfer des Glaubens, der im Dialog durch unverbildetes Urteilsvermögen und gründliche Bibelkenntnis positiv charakterisiert wird. Ihm fällt die Rolle des „Schiedsrichters“ zu, denn er soll im Laufe des Gesprächs entscheiden, ob Murner oder Luther recht hat. Rechts von Karsthans steht – leicht in den Hintergrund gerückt – sein Sohn Studens, der im Dialog das hierarchische Regiment der Kirche verteidigt und Gehorsam gegenüber der Geistlichkeit fordert.
Auf dem Titelblatt fehlt die fünfte Figur, Mercurius, der als Kommentator des Gesprächs fungiert und fast ausnahmslos Latein spricht.

### Aufbau und Inhalt
Der Karsthans folgt einem klar strukturierten Aufbau: Noch bevor das Gespräch beginnt, wird in einer kurzen Vorrede die Hauptstoßrichtung vorgegeben. Ziel ist es, den Franziskaner Thomas Murner, einen der vehementesten Luther-Gegner, als Irrlehrer zu entlarven. Das folgende Gespräch ist in zwei Teile gegliedert, wobei der erste satirisch-polemisch und der zweite programmatisch-disputativ ist.
Der erste Teil hat zur Aufgabe, den Kontrahenten und Vertreter der römischen Kirche Thomas Murner nach allen Regeln der Kunst der Lächerlichkeit preiszugeben. Einen Hinweis auf die ihm zugewiesene komische Rolle findet man bereits auf dem Titelblatt, wo Murner mit einem Katzenkopf dargestellt ist. Bezeichnenderweise kann „Murner“ (onomatopoetische Bezeichnung für Katze/Kater im 16. Jh.) bzw. „Murrnarr“ (Namenskarikierung) am Anfang des Dialogs nur Katzentöne von sich geben.
Als „Verbindungsstück“ zu den beiden Hauptteilen fungiert der Auftritt Luthers. Der Reformator, der Karsthans zuvor als Ketzer präsentiert worden war, wird nun für den Bauern zum Verkünder des wahren Christentums. Er erkennt in Luthers Schriftprinzip die für seine Anliegen geeignete Waffe, die alten überlebten Ordnungen – auch die hierarchische Trennung von Geistlichen und Laien – zu überwinden.
Im zweiten Teil des Dialogs muss Murner das Feld räumen. Der Fokus liegt nun auf einem sachthemenbezogenen Streitgespräch zwischen Karsthans und seinem Sohn (Studens). Hierbei werden die von Murner vertretenen Aussagen aus dem Bereich der bewährten Dogmatik argumentativ zurückgewiesen und zentrale Aspekte der reformatorischen Lehre mit Nachdruck und Überzeugungskraft präsentiert.
Dass Karsthans hierbei als rhetorisch gewandter, disputationserprobter Gesprächspartner erscheint, kann zwar als Überhöhung der argumentativen Fähigkeiten und biblischen Bildung der sog. Unterschicht gesehen werden, doch gänzlich unrealistisch ist diese Darstellung nicht – dies bezeugen aus der Reformationszeit überlieferte altkirchliche Klagen über biblisch gebildete und diskutierende „gemein man“ und Nachschriften von öffentlichen Laiendiskussionen.

### Rezeption
Mit insgesamt 10 Auflagen fand der Karsthans innerhalb kurzer Zeit reißenden Absatz, wobei eine Auflage damals 1000 bis 1500 Exemplaren entsprach. So erschienen nach dem Erstdruck in Straßburg innerhalb weniger Monate neun Nachdrucke (zwei in Straßburg, drei in Basel, vier in Augsburg).
Bald war der Karsthans „als Sinnbild des reformatorisch gesinnten, mit dem Flegel drohenden Bauern in aller Munde“ Wanderprediger traten unter seinem Namen auf und zahlreiche Schriften beriefen sich auf ihn.
Allerdings war die beträchtliche Wirkung dieses Dialogs vor allem auf das bürgerlich-reformatorische Lager beschränkt. In bäuerlich-plebejischen Kreisen hingegen konnte sich seine Botschaft – trotz der zentralen Bauernfigur – aus folgenden Gründen nicht durchsetzen: Zum einen konnte der zeitgenössische Bauer in der Regel nicht Rezipient der Schrift werden, da er die wiederholte Verwendung des Lateinischen und zahlreiche Anspielungen (z. B. Hinweise auf den Reuchlin-Streit sowie auf nicht selten lateinisch verfasste Eck- und Murner-Satiren) nicht verstehen konnte. Zum anderen wird im Karsthans – in Zeiten der Bauernaufstände – postuliert, dass die im sozialen Bereich existierende Ordnung von Gott selbst eingesetzt sei und daher aufrechterhalten werden sollte.
Zwar wurden Figur und Dialog geschaffen, um breiteren Adressatenkreisen klarzumachen, dass die Herrschaft der römischen Kirche abgeschafft werden müsse, doch ein Aufruf zum bewaffneten Widerstand lässt sich aus dieser Flugschrift nicht ableiten. So wird Karsthans’ wiederholte Drohung („Wo ist mein Pflegel?“) im Dialog bezeichnenderweise von der Luther-Figur zurückgewiesen – dies erklärt auch, weshalb „Karsthans“ nicht zum „Schlag- oder Fahnenwort des Bauernkriegs“ wurde.
Auf den populären Karsthans-Dialog folgte noch im selben Jahr das wahrscheinlich von Martin Bucer verfasste sog. Gesprächsbüchlein Neu Karsthans und bald darauf eroberten sich fast alle mehr oder minder bedeutenden zeitgenössischen Schriftsteller dieses Genre.

## Reformationsdialoge von Hans Sachs
Auch der bekannte Meistersänger und Schuster Hans Sachs hat insgesamt vier Reformationsdialoge verfasst und im Jahre 1524 in Form von Flugschriften veröffentlicht. Die ersten beiden Flugschriften dienten vorwiegend dazu, die protestantische Lehre nach außen hin zu rechtfertigen und zu verbreiten. In den Dialogen III und IV hingegen lässt Hans Sachs mit innerprotestantischer Kritik am real praktizierten Luthertum aufhorchen.

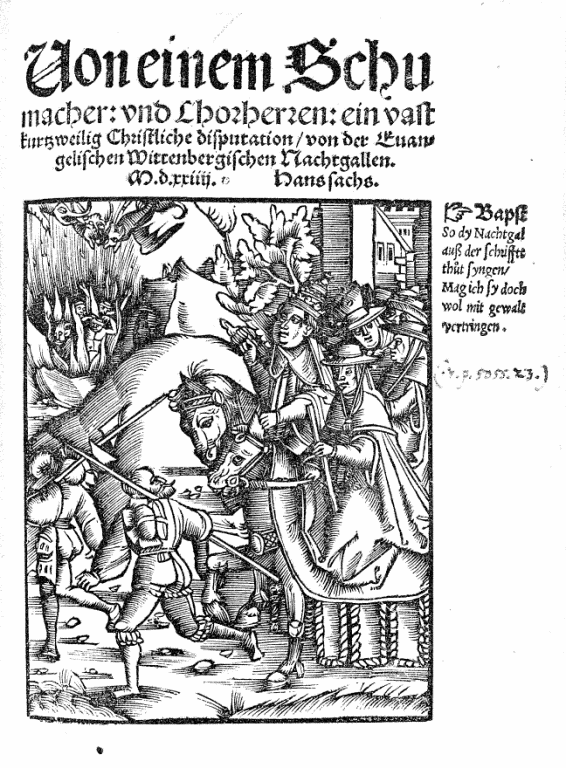
Titelblatt zu Hans Sachs’ Von einem Schumacher und Chorherren

### Von einem Schumacher und Chorherren (I)
Im ersten Dialog bringt der Schuhmacher Hans einem Chorherrn ein Paar Pantoffeln zurück, die er für ihn geflickt hat und gibt sich bei dieser Gelegenheit gleich als evangelisch zu erkennen. Daraufhin entwickelt sich ein Disput über den wahren Glauben und die Rolle des Laien in der Kirche, wobei der Schuhmacher mit fundiertem Bibelwissen punkten kann.
Interessanterweise findet sich gleich zu Beginn des Dialogs ein Rückbezug auf das von Hans Sachs verfasste Spruchgedicht Wittenbergisch Nachtigall (1523), mit dessen Titel er sich positiv auf Luther bezieht. So stellt Meister Hans – des Dichters Alter Ego – gleich am Anfang fest, dass diese Nachtigall gerade erst zu singen begonnen habe und profiliert sich im Laufe des Gesprächs als äußerst bibelfester „Laie“, der unbeirrbar an seiner Glaubensüberzeugung festhält.
Der Chorherr weiß sich hingegen aufgrund mangelnder Bibelkenntnis kaum gegen das Zeugnis der Evangelien zu wehren, beruft sich vornehmlich auf die Konzilien, die Kirchenväter und die altgewohnten Argumente vom Alleinvertretungsanspruch des Papstes. Somit erscheint er als komische Figur, was sich besonders in den nahezu lustspielhaften Elementen des Dialogs äußert: Frustriert verlangt er an einer Stelle des Dialogs nach der Heiligen Schrift. Seine Köchin bringt zunächst irrtümlich das Dekretal. Als sie dann doch das richtige Buch herbeischafft, muss dieses erst vom Staub befreit werden, was der Chorherr mit folgenden Worten zu entschuldigen versucht: „… ich bin nit viel darin umgangen, ich weiß wohl nutzers zu lesen.“ Dementsprechend macht ihm das Nachschlagen in der Bibel viel Mühe, sodass er schließlich nach seinem Gehilfen schicken lässt, von dem er sich exegetischen Beistand erhofft. Dieser ist aber selbst schon vom protestantischen Gedankengut angesteckt, weshalb ihn sein Herr schimpfend davonjagt.

### Von den Scheinwercken (II)
Im Gespräch von den Scheinwercken der Geistlichen und ihren Gelübden treffen zwei Franziskanermönche bei ihrem Bettelgang auf den Schuster Hans und seinen Mitstreiter, den Bauern Peter. Zwischen den beiden Parteien entfacht ein theologischer Disput über die fundamentalen Ordensgelübde Armut, Keuschheit und Gehorsam, die laut Hans und Peter bloße Scheinwerke sind. Der Schuster und der Bauer sind der Meinung, dass die Mönchsarmut faules und parasitäres Wohlleben auf Kosten der arbeitenden Bevölkerung sei, beim Zölibat handle es sich um ein widernatürliches Gebot und der Gehorsam der Mönche beschränke sich bloß auf das Befolgen äußerer Vorschriften wie das Tragen von Kutten, Fasten, Schweigen, Singen, Lesen, Messegehen, Chorstehen, Bücken und Knien – „auswendig heilig und gleißend […] inwendig aber […] voll Heuchelei und Untugend“, so fasst Schuster Hans seine Kritik in diesem Dialog zusammen.

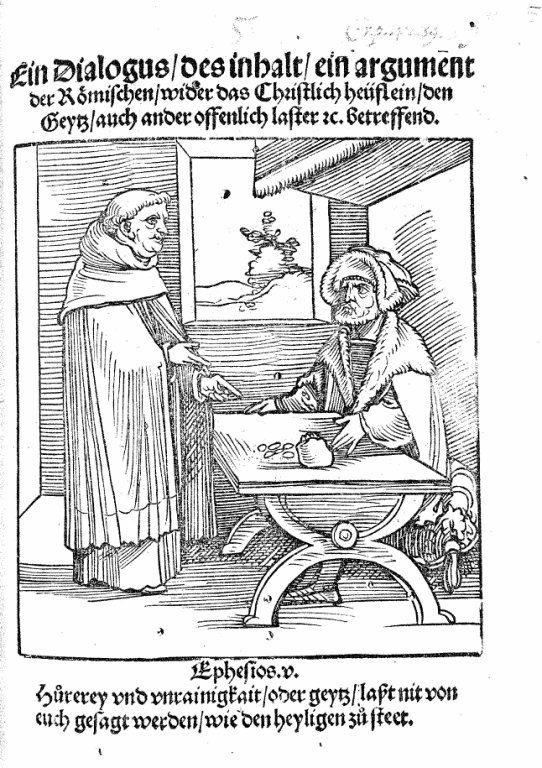
Titelblatt zu Dialog III von Hans Sachs

### Wider den Geiz (III)
Der vollständige Titel der Flugschrift lautet Dialogus des Inhalt ein Argument der Römischen wider das Christlich Häuflein den Geiz auch ander offenlich Laster etc. betreffend. Auch in diesem Dialog wird Kritik geübt, in diesem Fall ist sie allerdings an das protestantische Lager gerichtet. Paradoxerweise wird hier Romanus, ein Vertreter des katholischen Lagers, zum Sprachrohr von Hans Sachs und darf – im Gegensatz zum Chorherrn aus dem ersten Dialog – mit guter Bibelkenntnis glänzen. Es geht in diesem theologischen Disput um Missstände in Handel und Gewerbe. Dabei erscheint der Nürnberger Kaufmann mit dem sprechenden Namen „Reichenburger“ als Vertreter der sich herausbildenden frühkapitalistischen Gesellschaft, der nur schwächlich argumentieren kann und vom biblisch versierten Romanus zusehends in die Enge gedrängt wird.
Wegen der Sozial- und Kapitalismuskritik, die Hans Sachs in diesem Dialog zum Ausdruck bringt, hat man in der Forschung versucht, den Dichter mit dem Schwärmerwesen und Thomas Müntzer in Verbindung zu bringen. Allerdings konnte diese Vermutung bisher nicht hinreichend belegt werden.

### Gespräch eines Evangelischen Christen mit einem Lutherischen (IV)
Ebenso wie im dritten Dialog geht es um die Missstände im eigenen protestantischen Lager. Hierbei wird besonders deutlich, dass Hans Sachs um eine differenzierte Sichtweise bemüht ist. In diesem Dialog stehen die Themen Nächstenliebe, wahrhaft christliches Wesen und vollständige Lehre im Zentrum. Als Diskussionspartner treten wieder Schuster Hans und Bauer Peter auf, wobei sie sich in diesem Fall gegenüberstehen:
Peter hatte an einem der Fastentage Fleisch gegessen, was bei seinem katholischen Schwiegervater Meister Ulrich Anstoß erregte. Zwar gäbe es eigentlich nichts gegen Peters Handeln einzuwenden, da sich ein Verbot des Fleischessens an Feiertagen nicht auf das Neue Testament gründen kann, doch der Schuster Hans verurteilt Peters Verhalten in diesem Fall trotzdem. Er meint, Peter hätte damit gegen das Gebot der Nächstenliebe verstoßen, da er nicht aus Rücksicht auf seinen Schwiegervater auf das Fleischessen verzichtet hat.

## Liste ausgewählter Reformationsdialoge
- Ulrich von Hutten: Gespräch-Büchlin Herr Ulrichs von Hutten. Feber das Erst, Feber das Ander, Wadiscus oder die römische Dreyfaltigkeit, Die Anschawenden, 1521. Online verfügbar in den Sammlungen des Münchner Digitalisierungszentrums
- Karsthans, 1521. Online verfügbar in den Digitalen Sammlungen der Sächsischen Landesbibliothek – Staats- und Universitätsbibliothek Dresden
- Martin Bucer: Ain schöner dialogus unn gesprech zwischen aim Pfarrer und aim schulthayß betreffend allen übel Stand der geystlichen Und böß handlung der weltlichen Alles mit geytzigkayt beladen, 1521. Online verfügbar in den Sammlungen des Münchner Digitalisierungszentrums
- Urbanus Rhegius: Eyn gesprech D. Martini Lutheri vnd Symonis Hessi mit eynander auf dem Reichstag zu Wurms gehalten. M.D.XXI. Ein Druck von 1522 ist in der Digitalen Bibliothek der Universitäts- und Landesbibliothek Sachsen-Anhalt online verfügbar.
- Hans Bechler: Ein Gesprech aines Fuchs vnd Wolfs so die andere Füchs vnnd wölff auff den staygerwaldt zusamen geschickt, sich zu vnderreden, wa vnd wie die bayde partey den winntter sich halten vnnd nören wellen, 1523. Ein Druck von 1524 ist in den Sammlungen des Münchner Digitalisierungszentrums online verfügbar.
- Johann Eberlin von Günzburg: Mich wundert das kein gelt ihm land ist, 1523/24. Ein Druck von 1565 ist in den Sammlungen des Münchner Digitalisierungszentrums online verfügbar.
- Andreas Karlstadt: Dialogus oder ein gesprechbüchlin Von dem grewlichen vnnd abgöttischen mißbrauch des hochwirdigsten sacraments Jesu Christi, 1524. Online verfügbar in den Sammlungen des Münchner Digitalisierungszentrums
- Hans Sachs: Von einem Schumacher und Chorheren ein vast kurtzweilig Christliche disputation, 1524.